# 神崎廣
神崎廣（日语： Kanzaki Hiro，1978年5月5日—）是日本的動畫師、插圖畫家、作曲家、DJ。
以動畫師活動時使用織田廣之名義。
插畫則以伏見司的輕小說《我的妹妹哪有這麼可愛！》最為有名，該作改編動畫的人物設定以織田廣之名義負責。
作曲家時以Hiroyuki ODA名義活動，Trance音樂的樂曲在日本以外地區亦有名。在NICONICO動畫上以（或HSP）名義活動，自己插畫暨作曲，以使用初音未來創作的歌曲為人所知。
另有以個人社團tabgraphics發行同人誌（全年齡）。

## 作風
公開表示自己喜歡貓耳，小原一哲（《我的妹妹哪有這麼可愛！》編輯）稱其為「世界第一的猫耳繪師」。
畫風為具有肉感的圓臉，《我的妹妹哪有這麼可愛！》的作者受到插畫的影響，後來將女主角高坂桐乃設定成圓臉。

## 參加作品

### 動畫
織田廣之名義
- 草莓棉花糖 原畫
- 櫻蘭高校男公關部 L/O作畫監督
- 我的妹妹哪有這麼可愛！[2][3] 人物設定
- GOSICK ED原畫
- 銀河天使（4期） 原畫
- KURAU Phantom Memory 作畫監督補佐、原畫、イメージボードなど
- 交響詩篇艾蕾卡7 原畫
- 交響詩篇AO 人物設計
- 獸王星 プロップデザイン、原畫
- 黑之契約者 版權畫（ニュータイプロマンス夏号）
- 天保異聞 妖奇士 作畫監督、原畫、版權畫等
- 親愛芳鄰 OP原畫
- 七色★星露 原畫
- 二十面相少女 OP&ED原畫
- 鋼之鍊金術師 原畫
- 嬉皮笑園 エンドカード插畫
- BAMBOO BLADE 作畫監督
- HEROMAN 作畫監督
- 不可思議星球的雙胞胎公主 原畫
- 不可思議星球的雙胞胎公主Gyu! ED原畫
- 南家三姊妹～再來一碗～ OP原畫
- 薔薇少女 原畫

神崎廣名義
- GO!GO!575 人物設定
- Classroom☆Crisis 角色原案、人物设定（与石野聪合作）
- 情色漫畫老師 人物設定
- 群青的開場小號 人物設定

### 遊戲
- おにいちゃんといっしょ（FISHCAFE） 原畫
- ただいま修行中（FISHCAFE） 原畫
- ぱにっく!! けろけろ王国（PajamasSoft）部分原畫（リン＝シェフィール）
- 鋼の錬金術師3 神を継ぐ少女 原畫、版権他

### 彈珠機
- 快盜天使雙胞胎 原畫

### 插畫
主要為神崎廣名義
- 電擊文庫「情色漫畫老師」插畫
- 電擊文庫「我的妹妹哪有這麼可愛！」插畫
- 電擊文庫（電擊文庫MAGAZINE連載）「貓娘姊妹」插畫
- GAINAX GAINAX NETトップページ插畫
- TAITO，ZUNTATA「電車で電車でGO!GO!GO! れぼりゅ〜しょん」ジャケット插畫
- DTM magazine，2008年1月号増刊 「THE VOCALOID CV01 初音ミク」插畫
- 虎之穴，虎通 Vol.127 封面插畫
- Enterbrain，TECH GIAN 5月号 壁紙插畫
- 角川書店，コンプティーク3月号 折込ポスター
- 學習研究社，メガミマガジンクリエイターズvol.3 插畫
- GAINAX，GainaxNet リンクワールド 插畫エッセイ
- MediaWorks，BITTER&SWEET 封面、冊子插畫
- MediaWorks，週刊わたしのおにいちゃん 冊子插畫
- Mellon Books，ポイント交換用テレホンカード 插畫
- MediaWorks 電擊萌王Vol.3 萌えコロ 插畫
- Softbank，RASPBERRY 小麦っこくらぶ 插畫
- Enterbrain，夜界月承TCG 角色插畫
- Animate，配信用待受画像×3
- Enterbrain，妖精伝承TCG 角色插畫×3
- Soft Bank，GA Graphic 壁紙插畫×3
- CharaNet，グッズ用插畫
- MediaWorks，電擊hp vol9 逢えば恋する乙女ら 插畫など
- MediaWorks，電擊hp vol8 逢えば闘う奴ら<後編> 插畫など
- MediaWorks，電擊hp vol7 逢えば闘う奴ら<前編> 插畫など
- K-BOOKS，ポイント交換用テレホンカード 插畫
- Sony Magazines，AX1999年12月号 插畫
- Sony Magazines，AX1999年9月号 特集記事カット数点
- Enterbrain，TECH GIAN（号数不明） 壁紙插畫×3
- Enterbrain，PALETTE ビジュアルファンブック 插畫
- ピーズサイテック，パソコンパラダイス総集編（号数不明×2、19） 插畫
- 洋泉社，アニソンマガジン 00年代「萌える音楽」総決算!（洋泉社MOOK）封面
- MOSAIC.WAV×鶴田加茂 feat.初音ミク『Heartsnative』ジャケットアート、ブックレット封面---2012年商品化 售價7800圓日幣 （页面存档备份，存于）

### 音樂
主要為Hiroyuki ODA名義 （页面存档备份，存于）

#### 類比唱盤
- Hiroyuki ODA-ASOT060 Transmigration / Injection(A State Of Trance)
- Hiroyuki ODA-ASOT077 Rise / Cataract(A State Of Trance)

Hiroyuki Oda - Cataract
http://www.youtube.com/watch?v=xL9kmWRsHYA

#### 合輯
- Trance for DJ vol.1
- Best Of Sevensenses
- Best Of Sevensenses 2007
- Re:MIKUS（ビクターエンタテインメント）-　Track3 Light Song(Hiroyuki ODA remix)

#### iTunes Store下載
- HSP - インカーネイション(feat.初音ミク) EP(KarenT)

#### 同人販售
- 音そうめん

#### NICONICO動畫
鼻そうめんP名義で活動 （页面存档备份，存于）
- cheetahmen2 (remix) （页面存档备份，存于）
- インカーネイション （页面存档备份，存于） （页面存档备份，存于）
- Light Song (remix) （页面存档备份，存于）
- プラグアウト （页面存档备份，存于） （页面存档备份，存于）
- YOUTHFUL DAYS' GRAFFITI （页面存档备份，存于）
- LightSong(Hiroyuki ODA Starlight Remix) （页面存档备份，存于）
- Sune● （页面存档备份，存于）
- unfragment （页面存档备份，存于）

### Vtuber
- Donuts 三期生 月宮雫 角色設計
- hololive 四期生 姬森璐娜 角色設計

## 註腳
1. ↑  . ASCII.jp. ASCII MediaWorks. 2010年5月5日  [2010-05-06]. （原始内容存档于2021-02-26）.
2. 1 2  . ニュースNewtypeチャンネル (角川書店). 2010年5月1日  [2010-05-01]. （原始内容存档于2010年5月5日）.
3. 1 2   (PDF) (新闻稿). . 2010年5月13日  [2010-07-13]. （原始内容存档 (PDF)于2018-10-02） （日语）.
4. 1 2 3  鼻そうめんP（HSP）. .  與四本淑三的访谈. 2009-04-30  [2009-05-08].  ASCII MediaWorks. （原始内容存档于2020-12-08）.
5. ↑  俺の妹がこんなに可愛いわけがない（２）　発売記念インタビュー -後編- （页面存档备份，存于）。また、『俺の妹がこんなに可愛いわけがない』1巻あとがきでは編集（編集は2人いるので小原かどうかは不明）が世界一ネコミミを描くのが上手いと言っていたと作者が述べている。
6. ↑  .   [2010-05-13]. （原始内容存档于2019-04-24）.

## 外部連結
- （日語） 個人部落格
- （日語） Pixiv頁面 （页面存档备份，存于）
- （日語）Twitter （页面存档备份，存于）
- （日語）YouTube （页面存档备份，存于）